# Knights of the Temple 2
Knights of the Temple II, укр. Лицарі Тамплієри 2 «Портал Пітьми» (англ. Knights of the Temple II, рос. Тамплієри 2 «Портал Тьмы») — комп'ютерна гра в жанрі «action» з елементами «RPG», розроблена словацькою студією Cauldron HQ. Світовим видавцем є компанія Playlogic International. Виданням на території Росії і країн СНД, а також локалізацією гри на російську мову займалася компанія «Акелла». Гра була випущена для персонального комп'ютеру та ігрових консолей Xbox і PlayStation 2.

## Сюжет
«Knights of the Temple II» — пряме продовження попередньої гри серії «англ. Knights of the Temple: Infernal Crusade» (укр. Тамплієри: Хрестовий похід), розробленої Starbreeze Studios (видавець в Росії — 1С). Сюжет розвивається через 20 років після подій, про які оповідано в першій частині гри.
У пролозі гри головний герой Поль де Рак, знаходиться в стародавньому монастирі Бірке, і міркує про наслідки жорстокості між людьми.
Використовуючи священні книги Поль де Рак знаходить спосіб зупинити пришестя Пітьми в світ. Для цього йому потрібно знайти три артефакти: «Око Бога», який вкаже йому на те місце, де знаходяться «Ворота пекла»; «Божественний Меч», який зломить печатку і допоможе перемогти ворога і «Ключ», за допомогою якого потрібно замкнути «Браму Пекла» негайно, назавжди. Ці артефакти знаходяться у трьох місцях: на проклятому римському острові Сірміут, піратському острівці Ілгард і стародавньому арабському місті Юзра.

## Проходження
Гра «Knights of the Temple II» представлена у жанрі RPG гравця «від третьої особи» та елементами притаманними рольовим комп'ютерним іграм. Гравець за ПК має скерувати свого комп'ютерного героя Поль де Рака на трьох локаціях, щоби забрати звідти необхідні артефакти для замкнення «Брами Пекла».
Борючись із віртуальними противниками гравець розвідує стан локації і його віртуальний герой Поль де Рак виконує різні доручення, які отримує від інших персонажів (NPC). Усього, крім головних квестів, у грі присутні 18 додаткових завдань. Виконання більшості з них є необов'язкове, але деякі тісно пов'язані з основним сюжетом.
Сірміут
Сірміут — проклятий острів. За легендами, римські солдати своїм вторгненням осквернили Храм друїдів, який знаходиться неподалік від населеного пункту, в результаті чого ті навели чуму на місто, яка вбиває лише римлян.
Основні доручення (квести) в Сірміуті, які дають гравцеві NPC, полягає в дослідженні різноманітних місць острова і битви з противниками, що дає персонажеві досвід і можливість підготуватися до подальших битв. Після виконання всіх завдань на перший локації, гравцеві дозволяється перейти на наступну локацію (рівень) для продовження сюжетної канви.
Ілгард
На піратський острів Ілгард, протагоніст потрапляє в той момент, коли на нього нападають сарацини, що змушує його вступити з ними в битву. Пізніше Поль де Рак зустрічається з піратом, який потрапив на Острів Мертвих. Після поєдинку з ним, згідно з піратськими традиціями, той дає Полю координати острова. Пройшовши через всі перешкоди, гравець потрапляє у Великий портал і б'ється з босом, який охороняє Божественний меч.
Юзра
Головна мета в місті Юзра, крім виконання другорядних завдань, потрапити у підземелля, де ймовірно повинен знаходитися Ключ від Пекельних воріт. На цій же локації головного героя несправедливо садять у в'язницю, звідки необхідно втекти.

## Рівні
- Монастир — монастир тамплієрів, в якому гравець матиме навчання.
- Сірміут — римське місто, в якому лютує чума, дивним чином вбиває тільки тих мешканців, в чиїх жилах тече римська кров. Тут знаходиться один з трьох артефактів: око, яке лицарю Полю доведеться викрасти з храму.
- Ілгар — укріплене місто, населене переважно піратами. Було схильне до нападу сарацинів, але завдяки Полю, місто встояло. Згодом звідси гравець з віртуальним героєм лицарем Полєм вирушить на острів каменів, де знайде другий артефакт — руну.
- Юзра — арабське місто. Тут герой був схоплений і посаджений у в'язницю, звідки довелося утекти, і вибиратися підземними шляхами. Того ж дня місто було атаковане дивними істотами, які судячи з усього, були мутантами (мешканці міста). У підземеллях Поль знаходить третій артефакт, і залишає місто.
- Берег Каменів — острів, на якому влаштувалися пірати. Острів розділений на три різні локації — безпосередньо берег, засипаний камінням, джунглі, в яких ростуть отруйні рослини, і болото, в якому ростуть цілющі гриби.
- Кладовище кораблів — морська ділянка, в якій знаходяться десятки напівзатоплених кораблів. Тут Поль шукатиме зниклого жителя Юзри і буде битися з ожилими мерцями.
- Острів торговця Фахада — острів, на якому знаходиться лавка арабського торговця Фахада. Гравець разом з сарацинами повинен буде захистити його, убивши всіх піратів на острові.
- Головний маяк Юзри — узбережжя, на якому знаходиться маяк Юзри.
- Брама (ворота) — остання локація. Острів, на якому знаходяться ворота в пекло.

## Зброя
- Меч Ордену — початкова зброя протагоніста. Використовується тільки зі щитом.
- Важкий меч — потужний дворучний меч, використовується без щита.
- Гладій — короткий меч римських легіонерів. Можна купити в Сірміуті, або підібрати у мертвих римських солдатів там.
- Святий щит — щит з гербом ордену, використовується з декількома видами зброї. Його не можна продати.
- Легка шабля — використовується піратами і сарацинами.
- Сарацинська шабля — можна підібрати у мертвих арабів або купити у торговця Фахада.
- Важка шабля — обважений і більш потужний варіант простої шаблі.
- Сокира бойова
- Сокира дроворуба — проста робітнича сокира дроворуба. Використовується піратами, так само можна купити її у торговця на Ілгар.
- Бойова палиця
- Руйнівник — легендарна сокира, що належить вождю вікінгів Сігурду Червонобородому. Можна придбати у торговця на Ілгар.
- Булава
- Різник — меч, викуваний безсмертними. Можна купити у торговця Фахада.
- Вістря смерті — один з трьох артефактів. Цей меч є найпотужнішою зброєю у грі. Його можна отримати тільки після сутички з босом на острові каменів. Після цього продати його буде не можна.
- Легкий арбалет — початкова зброя героя. Може стріляти простими або вогняними стрілами. Під час гри герою доведеться використовувати арбалет, зокрема боса в Юзрі можна перемогти тільки за допомогою арбалету. Продати дану зброю неможливо.
- Важкий арбалет — більш потужний варіант арбалету, можна придбати у торговця в Ілгар .
- Бойовий арбалет — ще один варіант арбалету.
- Смолоскип (факел) — простий смолоскип, який завжди є в спорядженні віртуального героя для маніпуляцій гравця. У кількох місцях без нього не можна буде обійтися. Можна використовувати як зброю.
- Кістяний меч — зброя яка отруює ворогів, можна знайти в Сірміумі в каналізації розбивши діжки.